# Polanki (Lachowice)
Polanki – przysiółek wsi Lachowice w Polsce, położony w województwie małopolskim, w powiecie suskim, w gminie Stryszawa.
W latach 1975–1998 przysiółek położony był w województwie bielskim.